# Simulium bulla
Simulium bulla är en tvåvingeart som beskrevs av Davies och Gyorkos 1987. Simulium bulla ingår i släktet Simulium och familjen knott.
Artens utbredningsområde är Sri Lanka. Inga underarter finns listade i Catalogue of Life.